# Hydaticus pulcher
Hydaticus pulcher är en skalbaggsart som först beskrevs av Clark 1863.  Hydaticus pulcher ingår i släktet Hydaticus och familjen dykare. Inga underarter finns listade i Catalogue of Life.